# Nirvana (álbum de Inna)
Nirvana é o quinto álbum de estúdio da cantora romena Inna, lançado em 11 de dezembro de 2017 pela Global Records e UMG em conjunto com a 
rede de supermercados Lidl.

Para este disco, ela colaborou com vários produtores, incluindo Marcel Botezan, Sebastian Barac, Thomas Troelsen, Alex Cotoi e Vlad Lucan. 
Foi gravado na íntegra nos estúdios da Global Records em Bucareste, Romênia. O Nirvana foi descrito como um álbum pop, com influências que vão desde EDM, 
reggaeton e R&B até música latina e tropical.
Após o lançamento, o álbum recebeu críticas positivas dos críticos musicais, que elogiaram Inna por exibir sua versatilidade como artista, enquanto outros 
criticaram algumas canções por falta de inovação; semelhante ao seu material anterior. 
Para promover o Nirvana, três singles foram lançados em 2017: "Gimme Gimme", "Ruleta" e "Nirvana", obtendo sucesso comercial em alguns países europeus.
Em fevereiro de 2018, a cantora saiu em turnê mundial com a Inna on Tour, passando pela Europa, América do Norte, Ásia, África e Oceania.

## Antecedentes
Em abril de 2017, foi anunciado que Inna estava trabalhando com o DJ espanhol Sak Noel, que já havia remixado seu single "Gimme Gimme". 
As publicações também relataram que a cantora estava trabalhando em um quinto álbum de estúdio com o produtor David Ciente e a cantora Irina Rimes
, respectivamente. 
Em 23 de novembro de 2017, o título do álbum e sua capa foram revelados durante uma postagem na conta oficial de Inna no Instagram .
Entre os produtores do Nirvana, incluem Marcel Botezan, Sebastian Barac, Thomas Troelsen, Alex Cotoi e Vlad Lucan. 
A lista de faixas do álbum foi revelada via Facebook em 27 de novembro de 2017.
O álbum foi lançado na Romênia em 11 de dezembro de 2017 pela Global Records e UMG , juntamente com a rede de supermercados Lidl.
Em setembro de 2018 foi lançada a versão japonesa do álbum. Em 2020 foi lançada a versão completa do álbum através do SoundCloud.

## Faixas
| Nirvana — Versão Internacional |                                       |                                                                     | |         |  |
| N.º                            | Título                                | Compositor(es)                                                      | Produtor(es)                                                                                                   | Duração |  |
| 1.                             | "Ruleta (com Erick)"                  | Elena Alexandra Apostoleanu Erik Tchatchoua Breyan Isaac Marius Dia | Sebastian Barac Marcel Botezan David Ciente                                                                    | 3:18    |  |
| 2.                             | "Gimme Gimme"                         | Apostoleanu Isaac Elena Luminița Vasile                             | Barac Botezan Ciente                                                                                           | 2:57    |  |
| 3.                             | "My Dreams"                           | Thomas Troelsen Ali Tamposi Sam Martin                              | Vlad-Octavian Lucan James Neil Lynch Martin Alexander Graham Patrick Wills Fleming Troelsen David Lowe Tamposi | 3:11    |  |
| 4.                             | "Tropical"                            | Rico Greene Anouk Hendriks                                          | Mo Alitou Joel MacDonald                                                                                       | 3:14    |  |
| 5.                             | "Hands Up"                            | Annalisa Morelli Alina Smith                                        | Barac Botezan Jens Siversted Jonas Wallin Noonie Bao Wyclef Jean                                               | 3:04    |  |
| 6.                             | "Nirvana"                             | Apostoleanu Troelsen                                                | Troelsen | 3:14    |  |
| 7.                             | "Don't Mind"                          | Apostoleanu Isaac                                                   | Barac Botezan Ciente                                                                                           | 3:14    |  |
| 8.                             | "Lights"                              | Apostoleanu Paris Jones                                             | Barac Botezan Ciente                                                                                           | 2:33    |  |
| 9.                             | "Dream About the Ocean"               | Apostoleanu Luisa-Ionela Luca                                       | Costantin Bodea Alexandru Cotoi Luca                                                                           | 3:12    |  |
| 10.                            | "Nota de plată (The Motans com Inna)" | Irina Rimes Denis Roabes                                            | Rimes Roables Damian Rusu Cotoi Bodea                                                                          | 3:15    |  |
| 11.                            | "Cum ar fi?"                          | Apostoleanu Rimes                                                   | Cotoi Constantin Sava                                                                                          | 3:19    |  |
| 12.                            | "Tu și eu (Carla's Dreams com Inna)"  | Carla's Dreams Cotoi                                                | Carla's Dreams Cotoi                                                                                           | 3:11    |  |
| Duração total:                 | Duração total:                        | Duração total:                                                      | Duração total:                                                                                                 | 37:43   |  |

## Lançamento
| Região  | Data                   | Formato          | Gravadora    |
| ------- | ---------------------- | ---------------- | ------------ |
| Romênia | 11 de dezembro de 2017 | CD               | Global • UMG |
| Mundo   | 11 de dezembro de 2017 | Download digital | Global       |
| Japão   | 26 de setembro de 2018 | Download digital | Global       |